# 真岡郡

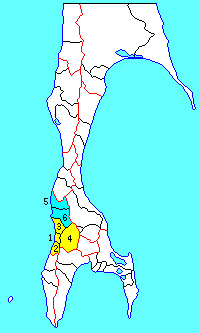
樺太・真岡郡の位置（1.真岡町 2.広地村 3.蘭泊村 4.清水村 5.野田町 6.小能登呂村 水色：後に他郡から編入された地域）

真岡郡（まおかぐん）は、日本の領有下において樺太に存在した郡。
以下の2町4村を含む。
- 真岡町
- 野田町
- 広地村
- 蘭泊村
- 清水村
- 小能登呂村

## 郡域
1915年（大正4年）に行政区画として発足した当時の郡域は、真岡町、広地村、蘭泊村、羽母舞村、清水村の1町4村の区域に相当する。

## 歴史

### 郡発足までの沿革

#### 先史時代
郡域内の遺跡から縄文土器が出土。特に真岡町大字真岡字真岡にある真岡遺跡からは、縄文時代後期の船泊上層式土器の影響を受けた地元産の土器が出土している。遺跡の位置は、真岡町南部とされる。

#### 古代
樺太南部では、続縄文文化に属するアニワ文化（遠淵式）が古墳時代前期まで栄えた。
その後樺太で興り4世紀末まで続いた鈴谷文化を経て、5世紀ころからオホーツク文化が栄えた。オホーツク文化は、『日本書紀』や『続日本紀』に見える粛慎(みしわせ)に比定され、飛鳥時代に続縄文文化人の要請を受け進軍した阿倍比羅夫と交戦している。その後、擦文文化進出にともない、オホーツク人は樺太南部から駆逐された。
平安時代中期（10世紀）までに、擦文文化人が真岡郡域にも進出。武士の台頭にともない、矢羽や甲冑などの材料として需要の増したオオワシ羽やアザラシ皮などの確保が目的とみられ、これらは和人社会・本州方面への重要な交易品となっていた。奥羽の豪族・安倍氏や奥州藤原氏などは北の産品の流通に携わり、莫大な富を手にすることとなる。また、同時に和人社会から和産物も流入し、擦文文化からアイヌ文化への転換が進んだとみられる。続縄文文化や擦文文化の担い手は、先史時代の縄文文化の担い手の子孫であり、アイヌの祖先に相当する。

#### 中世
鎌倉時代以降、蝦夷管領・安東氏が、「俘囚の上頭」として東夷成敗を実行するかたちで、北海道日本海側や北海岸および樺太南部に居住していた唐子と呼ばれる蝦夷（アイヌ）を統括していた（『諏訪大明神絵詞』）。中世の安東氏は十三湊を拠点とし、奥州藤原氏を引き継いで日本海北部を中心にかなり広範囲にわたって活動していたという（『廻船式目』）。また、陸の豪族であるとともに安藤水軍と呼ばれる武装船団を擁し、蝦夷社会で騒乱が起こるとこれを鎮めるため、安東氏は津軽から出兵したという。室町期の応永年間になると安東氏は「北海の夷狄動乱」を平定し、日之本将軍と称した。
室町時代になり、安藤水軍は関東御免船として活動。和産物を蝦夷社会へ供給し、北方産品を大量に仕入れ全国に出荷していたという（『十三往来』）。また、唐子蝦夷も生活必需品などを入手するため、地元産品をともない十三湊や後の和人地に相当する渡党の領域まで出向いており（城下交易も参照）、15世紀になると、安東氏の代官武田信広（松前氏の祖）のもとを訪れ銅雀台瓦硯を献上し配下となる（『福山秘府』）。これ以降、彼は大陸への交易路を押えることとなった。

#### 近世
江戸時代になると、西蝦夷地に属し慶長8年（1603年）樺太は宗谷に置かれた役宅が司った。貞享2年（1685年）宗谷場所に含まれ、宗谷では撫育政策としてオムシャなども行われた。元禄13年（1700年）、松前藩から幕府に提出された松前島郷帳に「まをか」の記載が見える。宝暦2年（1752年）ころシラヌシ（本斗郡好仁村白主）にて交易が開始され、数箇所の漁場が開設された。赤蝦夷風説考の影響を受けた田沼意次の治世には、天明5年（1785年）に樺太検分も行われ、庵原弥六や大石逸平らがタラントマリ(広地村多蘭泊)まで北上し踏査。寛政2年（1790年）樺太場所（北蝦夷地場所）が開設された。場所請負人は阿部屋村山家。真岡郡域の周辺においてもトンナイ（本斗）に交易の拠点や藩の出先機関を兼ね備える運上屋が置かれ、撫育政策オムシャなどが行われるようになり、マオカ（真岡町）とタラントマリ（広地村）の有力者から惣乙名（役蝦夷）が任命されている。当時の地方行政の詳細については、場所請負制成立後の行政および江戸時代の日本の人口統計も参照。
場所請負人は、寛政8年から大阪商人・小山屋権兵衛と藩士・板垣豊四郎、翌9年からは板垣豊四郎が単独となる。
寛政12年（1800年）松前藩、カラフト場所直営。直営時代は藩士・高橋荘四郎と目谷安二郎が管理し、兵庫商人・柴屋長太夫が仕入れを請負った。

##### 第一次幕領期
文化4年（1807年）文化露寇が発生し、幕府は樺太を含む西蝦夷地を松前奉行の治める公議御料（幕府直轄領）とした（〜1821年、第一次幕領期）。以降、樺太場所請負人は柴屋長太夫。
奥羽諸藩の警固と松田伝十郎らの樺太検分
文化6年(1809年)西蝦夷地から樺太が分立し、北蝦夷地となる。この年から弘前藩が警固に当たり、前年担当した会津藩と交代した。
松田伝十郎は、文化5年（1808年）の樺太踏査の際、郡域内の大穂泊（広地村）・真岡（真岡町）・蘭泊（蘭泊村）に立ち寄った。
山丹交易改革
このときおこなわれた松田伝十郎の山丹交易改革では、当時、大陸から来航した山丹人に対するアイヌの累積債務の返済不能分を幕府が立て替えて支払い、交易は幕府直営とした。北から来る山丹船は西富内（真岡）沖で荷物を封印され、交易会所（運上屋）のある白主（本斗郡好仁村白主）へ向かっていた。
場所請負人に栖原屋就任
文化6年(1809年)以降、明治8年(1875年)まで、樺太場所（北蝦夷地場所）は栖原家と伊達家が共同で請負った。西蝦夷地から分立当時の漁場は次のとおり。漁場の状況については、北海道におけるニシン漁史も参照されたい。
○西浦漁場（南方より順次記載）文化6年(1809年) 栖原家七代角兵衛信義時代の漁場名
※西富内(真岡町)に大番家（運上屋）を置き、操業を統括。
- 広地村・・・タラントマリ(多蘭泊)、ヒロチ(広地村)
- 真岡町・・・エンルモコマフ（後の西富内（とんない）、真岡町）、ウエントマリ(宇遠泊)
- 蘭泊村・・・ホロトマリ(幌泊)、ハツトマリ、ラクマカ(楽磨)、トマリホ(蘭泊の南)

##### 松前藩復領後
文政4年（1821年）真岡郡域は松前藩領に復した。
松前藩復領後、弘化3年と安政3年（1856年）に松浦武四郎が訪れている。安政3年、幕吏として訪れた際は箱館奉行所の支配組頭・向山源太夫に同行。
○嘉永7年（1854年）刊行の『鈴木重尚　松浦武四郎　唐太日記』に、弘化3年当時の状況の一部が記載されている。
- 広地村
  - タナントマリ（多蘭泊）・・・番屋・止宿所
- 真岡町
  - エンルモコマフ（真岡）・・・西の運上屋、西浦の漁場を司る。支配人・番人がおり、蔵二十余棟、弁天社、アイヌの家38軒
- 蘭泊村
  - ラクマカ（楽磨）・・・番屋
  - トコタン（床丹）・・・ニシン番屋（六間に二十間の広さ）、弁天社、アイヌの家10軒
  - トウブツ（登富津）・・・明番屋

○北蝦夷餘誌（安政3年、1856年の状況の一部に下記の記載あり。）
- 真岡町
  - エンルモコマフ（真岡）・・・弁天社

幕末の状況について、「北海道歴検図」のカラフトの部分の絵図と松浦武四郎の「北蝦夷山川地理取調図」等によると、西トンナイ(真岡町真岡)に会所と役宅が見え、安政4年(1857)まで会所・運上屋に居住する役人たちが増加したため、安政5年8月にトンナイ(真岡)に1棟の役宅を新設したという。
西浦（樺太西岸）には道（本斗安別線の前身）が通じ、通行屋・小休所では、ショウニ(本斗郡好二村宗仁)からナヨロ(泊居郡名寄村名寄)まで、途中3カ所を入れ、5カ所に「通行屋」があったという。
幕末当時の宗教施設や漁場については下記のとおり。
○西浦の神社（南方より順次記載）
- 広地村・・・ヒロチ(広地村)弁天社
- 真岡町・・・エンルンモコマフ（この地は後に西富内（とんない）、真岡町）弁天社・稲荷社・金比羅・八大竜王
- 蘭泊村・・・トロトマリ(幌泊)弁天社、ラクマツカ・ラクマカ(楽磨)弁天社、トウコタン(床丹)弁天社

※幕末から明治初の資料では、真岡を西海岸の中心地とし、西トンナイとしているものがあるため、以降それに従う。
○真岡神社（明治42 年創建）
由緒「樺太に於ける神社中最も古き歴史を有し其の濫觴は遠く明治維新前にして、文献に徴すべきものなしと雖も当時の遺物たる花崗石製鳥居、燈籠、手水鉢等により神社の存立は歴然たり」
境内にある弁天社の手洗鉢には文政2年（1819年）、花崗石鳥居には嘉永元年（1848年）、花崗石燈籠には慶應元年（1865年）と、奉納された年代がそれぞれ刻まれている。
この弁天社は大正9 年（1920年）の真岡駅開業の際、真岡神社境内に移転したようである。
その境内の弁天社の写真（昭和15 年5 月撮影）が函館市立図書館に保管されているという。
○蘭泊神社（明治40 年鎮座）
由緒「遠く露領時代の出漁者にして現在蘭泊漁場の経営者たる山田竹次郎が其漁場内に大物主乃大神を奉祀せるを村民崇敬の念を禁じ難く、明治40 年６月16 日奉祀者より譲り受け、神殿を現在の位置に新らしく造営して其誠を捧げたるに始まる」とあり、創建はロシア領時代と見られる（『大日本神社大鑑（北海道、樺太版）』）。

○西浦漁場（南方より順次記載）慶応3年12月 栖原家十代寧幹時代の樺太漁場
- 広地村・・・トマリホキス(泊帆岸)、ヒロチ(広地村)、アツケブシ(アケブシ、明牛)
- 真岡町・・・テイ(手井)、エンルモコマフ（真岡）、アラコイ(荒貝)、ウエントマリ(宇遠泊)、チシナイホ(知志内)
- 蘭泊村・・・ホロトマリ(幌泊)、ホンコタン(本古丹)、ラクマカ(楽磨)、シマストマリ(スマルシトマリ、島泊)、トンナイキシ(富内岸)、トコタン(床丹)

##### 幕末の樺太警固（第二次幕領期）
安政2年（1855年）日露和親条約で国境が未確定・現状維持とされ、樺太を含む蝦夷地が再び公議御料となり、真岡郡域（西富内領、領の項も参照）は秋田藩が樺太警固を担当。冬季は漁場の番屋に詰める番人を足軽とし、武装化して警固を行った。万延元年（1860年）樺太警固は仙台・会津・秋田・庄内の4藩となるが、文久3年（1863年）以降は仙台・秋田・庄内の3藩体制となる。慶応3年（1867年）樺太雑居条約で樺太全島が日露雑居地とされた。

#### 大政奉還後
大政奉還後の慶応4年（1868年）4月12日、箱館裁判所(閏4月24日に箱館府と改称)の管轄となり、同年6月末、岡本監輔、西トンナイ(真岡)に官員を派遣し、王政復古を布告して箱館府公議所(裁判所)の出張所を設けた。明治2年（1869年）北蝦夷地が樺太州（国）と改称され、開拓使直轄領となった。明治3年（1870年）開拓使から分離し樺太開拓使領を経て、明治4年（1871年）樺太開拓使再統合により開拓使直轄領に戻り8月29日廃藩置県。このころ行われた文明開化期の事象としては、神仏分離令、壬申戸籍編製、散髪脱刀令、平民苗字必称義務令公布などが挙げられる。アイヌは百姓身分だったため、平民となった。明治8年（1875年）、樺太千島交換条約によりロシア領とされた。同条約第六款において、日本人の漁業権が認められており、露領時代にも、和人漁民による漁場経営が行われた。西能登呂岬より久春内まで、西海岸漁区の範囲に含まれた。しかし、栖原家は漁場経営が困難となり樺太から撤退。和人との雇用関係にあったアイヌたちを中心に日本国籍を選択、真岡から北海道に移住する者がいた。一方、残留した者も生活手段を失い、生活は苦しかったという。

#### ロシアの侵出とロシア領時代
1867年の樺太全土を日露雑居地とする樺太雑居条約の締結以降、樺太放棄までに西トンナイ（真岡）にロシア人が砦を築き侵出。

#### 日本領に復帰
- 1905年（明治38年）
  - 7月 - 日露戦争・樺太の戦いで、日本軍第13師団が占領。31日、在樺太ロシア軍降伏。
  - 8月1日 - 軍政が敷かれ、南樺太に4つの軍政署を開設。南樺太西岸には、真岡付近に第四仮軍政区のマウカ軍政区署が設置されていた。
  - 8月上旬 - 留多加川流域方面から逃れてきたロシア軍残党、野田寒方面に逃走。
  - 8月17日 - 日本軍部隊、残敵掃討のため真岡上陸。野田寒方面へ進軍。地元アイヌが、日本軍に協力し索敵。
  - 8月28日 - 内務省下樺太民政署コルサコフ（大泊町）支所の管轄となる。
  - 9月1日 - 日露休戦条約を締結。
  - 9月4日 - 樺太民政署マウカ支所の管轄となる。
  - 9月5日 - ポーツマス条約締結により日本領に復帰。
- 1907年（明治40年）3月14日 - 内務省の下部組織樺太庁発足、マウカ支庁の管轄となる。
- 1908年（明治41年）4月 - 管轄支庁を真岡支庁に改称。
- 1909年（明治42年）
  - 10月 - 真岡支庁真岡出張所を設置。
  - 樺太庁令で「部落総代規定」を制定。主要集落に町村長に相当する総代を置き、行政事務をおこなうこととした。
- 1913年（大正2年）2月 - 真岡出張所を廃止。

### 郡発足以降の沿革
- 1915年（大正4年）6月26日 - 「樺太ノ郡町村編制ニ関スル件」（大正4年勅令第101号）の施行により、行政区画として真岡郡が発足。発足当初は真岡町、広地村、蘭泊村、羽母舞村、清水村の1町4村。真岡支庁が管轄。
- 1918年（大正7年） - 共通法（大正7年法律第39号）（大正7年4月17日施行）1条2項で、樺太を内地に含むと規定[27]され、終戦まで基本的に国内法が適用されることとなった。
- 1922年（大正11年）4月1日 - 「樺太ノ地方制度ニ関スル法律」（大正10年4月8日法律第47号）と、その細則「樺太町村制」（大正11年1月23日勅令第8号）を同時に施行。「部落総代規定」廃止。
- 1923年（大正12年）4月1日 - 羽母舞村が蘭泊村に合併。（1町3村）
- 1929年（昭和4年）7月1日 - 樺太町村制の施行により、真岡町（一級町村）、広地村、蘭泊村、清水村（二級町村）が発足。
- 1942年（昭和17年）11月 - 野田郡を合併。野田町（一級町村）、小能登呂村（二級町村）が本郡の管轄となる。（2町4村）
- 1943年（昭和18年）
  - 4月1日 - 「樺太ニ施行スル法律ノ特例ニ関スル件」（大正9年勅令第124号）が廃止され、内地編入。
  - 6月1日 - 樺太町村制が廃止され、樺太で町村制が施行される。二級町村は指定町村となる。
- 1945年（昭和20年）8月22日 - 日ソ中立条約を破棄したソ連軍の樺太侵攻後、ソビエト連邦により占拠される。
- 1949年（昭和24年）6月1日 - 国家行政組織法の施行のため法的に樺太庁が廃止。同日真岡郡消滅。